# Dödskyssen
Dödskyssen (en suec Petó de mort) és una pel·lícula muda en blanc i negre sueca del 1916 dirigida per Victor Sjöström. Considerada perduda durant molts anys, el 2002 es van trobar 30 minuts de la pel·lícula a l'arxiu fílmic de la Cinémathèque Française.

## Repartiment
El doctor Monro es troba mort a casa seva. Els interrogatoris dels diferents testimonis aclareixen la dinàmica de l'incident.
La mestressa Monro diu que, quan es va trobar el cos, a la casa es trobava un home desconegut per ella que, havent-se fet càrrec de la filla del difunt, li havia aconsellat que no toqués la nena abans de l'arribada de la policia, que ja havia procedit a trucar. Segons el testimoni d'aquest home -continua la mestressa-, a l'arribada de la policia, el majordom és detingut com a autor material del que sembla ser un assassinat.
L'enginyer Weyler, atès per Monro, explica com va aconseguir sortir del pas per poder lliurar a temps importants projectes que les seves condicions de salut no li van permetre acabar, mitjançant un intercanvi de persona amb l'enginyer Lebel, extraordinàriament semblant a ell, i perfectament capaç de fer la feina. Després d'això, Weyler es retira a un sanatori.
El tercer testimoni és Lebel (el desconegut del qual parlava la mestressa). Informa com, per tal de fer més creïble la identitat equivocada, va recórrer al doctor Monro, que havia prescrit i preparat el mateix medicament que estava prenent Weyler. Sentint-se malament després de prendre el medicament, Lebel fa analitzar-lo pel seu amic el doctor Adell, que hi troba rastres de verí.
Uns dies abans de la data límit, els projectes estan preparats, però, una nit, alguns d'ells són robats de la casa Weyler (habitada per Label) per un misteriós home emmascarat. La nit següent l'home emmascarat torna a robar els dibuixos restants, i és sorprès per Lebel, ajudat per Adell, però aconsegueix escapar. Lebel intenta perseguir-lo, però al carrer només es troba amb un transeünt: el doctor Monro. La màscara del lladre es troba al jardí, i Monro s'ofereix a sotmetre-la a anàlisis químiques al laboratori de casa seva, on va amb Lebel.
Lebel passa la nit a casa de Monro i, investigant, descobreix que darrere dels intents d'enverinament hi ha una empresa que competeix amb la que Weyler treballava. Per tant, Lebel s'adona que està en perill la seva vida. L'endemà al matí se serveix la xocolata: la petita filla de Monro s'aboca maldestrament sobre la beguda destinada a Lebel. Monro fa un petó a la seva filla i, al cap d'un temps, mor. Es detecta verí en la xocolata de la nena.
- Victor Sjöström - Överingenjör Weyler / Ingenjör Lebel
- Albin Lavén - Dr. Monro
- Mathias Taube - Doctor Adell
- Wanda Rothgardt
- Jenny Tschernichin-Larsson - Anna Harper

## Producció
El guió fou escrit pel pseudònim A.V. Samsjö, que era usat per Sam Ask i Victor Sjöström. Ask i Sjöström més tard també van col·laborar amb Berg-Ejvind och hans hustru (1918). En el guió original, però, Dödkissen s'anomenava En annan människa; possiblement es tractava del germà de Birger Sjöberg, Gösta Sjöberg, que més tard va escriure el guió de l'adaptació cinematogràfica d Kvartetten som sprändes. També s'especula si el fotògraf Julius Jaenzon també va participar en el guió de gravació.
El rodatge va tenir lloc a l'estudi de Svenska Biografteatern a Lidingö entre el 25 d'abril i el 18 de maig de 1916. Tècnicament, va ser un enregistrament molt avançats. Entre d'altres coses, s'utilitza la filmació trucada, la doble còpia i la fotografia mirall.
La pel·lícula es va estrenar el 28 d'agost 1916 al cinema Metropol de Malmö, però es va estrenar a Estocolm només el gener de 1917, només dues setmanes abans de la següent pel·lícula de Sjöström, Terje Vigen.